# Lucas Horenbout
Lucas Horenbout (auch genannt: Lucas Hornebolte; * zwischen 1490 und 1495 in Gent; † 1544 in London) war ein flämischer Miniaturmaler.
Horenbout ging in der Werkstatt seines Vaters Gerard Horenbout, wie auch seine Brüder, und seine Schwester Susanna, in die Malerlehre. Nach der Emigration seines Vaters zwischen 1522 und 1525 – das genaue Datum ist unbekannt – lebte die Familie Horenbout in England und wurde bald an den königlichen Hof bestellt. 1531 wurde auch Lucas Horenbout von Heinrich VIII. mit Aufträgen versehen, 1534 erhielt er eine Festanstellung am englischen Hofe. Es gibt kein heute noch erhaltenes Kunstwerk, das Horenbout eindeutig zugeordnet werden kann.
Lucas Horenbout hatte Hans Holbein d. J. in der Malerlehre, einen der später bedeutendsten Maler der Renaissance.